# Hellenstein-Gymnasium Heidenheim
Das Hellenstein-Gymnasium (kurz: HG) ist ein allgemeinbildendes Gymnasium in Heidenheim an der Brenz im östlichen Baden-Württemberg.

## Geschichte
Das Hellenstein-Gymnasium ist das älteste Gymnasium in Heidenheim. Es wurde vor 1500 als Lateinschule gegründet. Nach der Einrichtung einer Realschule im Jahr 1834 erfolgte die Umwandlung in eine vereinigte Latein- und Realschule im Jahr 1850. 1899 wurde das heutige, im wilhelminischen Stil erbaute repräsentative Schulgebäude eingeweiht. 1905 zum Realprogymnasium geworden, wurde 1914 zum ersten Mal in der Geschichte des Gymnasiums das Abitur abgelegt. 1937 erhielt es unter der Regierung der Nationalsozialisten den Namen Horst-Wessel-Oberschule. Erst 1953 erhielt es den heutigen Namen Hellenstein-Gymnasium. Im Jahr 1955 wurde das Schulgebäude um zwei Stockwerke erweitert, 1963 wurde eine eigene Turnhalle errichtet. 1995 wurde das naturwissenschaftliche Profil, 1996 das neusprachliche Profil mit Spanisch als 3. Fremdsprache und bereits 2004 der achtjährige Gymnasialzug des G8 eingeführt. Seit dem Jahr 2006 besteht eine offene Ganztagesbetreuung mit Arbeitsgemeinschaften und Mensabetrieb. 2013 wurde das Hellenstein-Gymnasium die erste Fairtrade-School in Baden-Württemberg und erhielt in diesem Zusammenhang 2014 den Schulpreis und einen Sonderpreis beim entwicklungspolitischen Schulwettbewerb des Bundespräsidenten durch Joachim Gauck überreicht. Seit 2017 ist das Hellenstein-Gymnasium interessierte UNESCO-Projektschule und Schule ohne Rassismus – Schule mit Courage. Ebenfalls 2017 wurde Chinesisch als dritte Fremdsprache als neues Profilfach eingeführt. In den Jahren 2019 bis 2021 war das Hellenstein-Gymnasium der gymnasiale Vertreter im BNE-Modellschulprojekt Heidenheim, der baden-württembergischen Länderinitiative zur Umsetzung des Orientierungsrahmens für den Lernbereich „Bildung für nachhaltige Entwicklung“ (BNE) im Kontext der Agenda 2030. Das vom Ministerium für Kultus, Jugend und Sport (KM) und Zentrum für Schulqualität und Lehrerbildung (ZSL) geführte Projekt hatte eine BNE-orientierte Schulentwicklung im sogenannten „Whole System Approach“  zum Ziel und mündete in einer Handreichung.

## Profil
Das Gymnasium bietet ein naturwissenschaftliches Profil mit NWT ab Klasse 8 an sowie ein neusprachliches Profil mit den Fremdsprachen Englisch, Französisch und Spanisch oder Chinesisch. Bei allen Profilen ist Englisch ab Klasse 5 die erste Fremdsprache und Französisch ab Klasse 6 die zweite Fremdsprache. Das Gymnasium ist eine Offene Ganztagsschule und verfügt über eine internationale Ausrichtung durch ein Konzept verschiedener Austauschprogramme sowie ergänzender Sprachzertifikate. Weitere Schwerpunkte liegen in der Bildung für nachhaltige Entwicklung, einem Sozialcurriculum mit umfangreicher Medienbildung und Maßnahmen zur individuellen Talentförderung (Jugend forscht) und Berufsorientierung.

## Schulpartnerschaften und Austauschprogramme
Das Gymnasium hat Partnerprogramme mit Schulen dieser Städte:
- Frankreich: Douarnenez
- Indien: Mumbai
- Italien: Castellammare di Stabia
- Spanien: Lleida
- Vereinigte Staaten: Pleasant Hill (Kalifornien)

## Schulleiter
- Christian Maiter (1890–1907)
- Eugen Rommel (1907–1920)[11]
- Immanuel Schnapper (1920–1933)
- Wilhelm Honold (1933–1945)[12]
- Paul Schmid (1946–1950)[3]
- Friedrich Stroheker (1950–1958)[13]
- Albert Fetzer (1958–1972)[13]
- Karl Offenhäuser (1972–1992)[3]
- Gerhard Kerler (1992–2006)[3]
- Carola Rochau (2006–2016)[3]
- Holger Nagel (ab 2016)[14]

## Persönlichkeiten

### Lehrer
- Eugen Gaus, Ehrenbürger der Stadt Heidenheim
- Der evangelische Pfarrer und Religionslehrer Johannes Friedrich Faber leistete während der NS-Diktatur an der damaligen Horst-Wessel-Oberschule Widerstand.

### Schüler
- Tobias Wagner (1598–1680), Theologe
- Friedrich Voith (1840–1913), Ingenieur und Unternehmer
- Heinrich Maier (1867–1933), Philosoph
- Hanns Voith (1885–1971), Ingenieur und Unternehmer
- Alfred Bentz (1897–1964), Erdölgeologe
- Friedrich Degeler (1902–1989), Präsident der Handwerkskammer
- Albrecht Unsöld (1905–1995), Astrophysiker, Professor für Theoretische Physik und Lehrstuhlinhaber
- August Lösch (1906–1945), Nationalökonom und Begründer der Regionalwissenschaft
- Helmuth Uhrig (1906–1979), Künstler
- Kurt Bittel (1907–1991), Archäologe
- Heinz Bittel (1910–1980), Physiker
- Hans Joachim Kauffmann (1926–2008), Dirigent, Komponist und Hochschullehrer
- Hans „Johnny“ Klein (1931–1996), Politiker
- Irenäus Wolfgang Totzke, (1932–2013), Musikwissenschaftler, Liturgiewissenschaftler, Mönch
- Gundolf Keil (* 1934), Medizinhistoriker
- Hans Walter Gabler (* 1938), Literaturwissenschaftler
- Walter G. Grupp (1952–2021), Rechtsanwalt
- Klaus Wagenleiter (* 1956), Jazzpianist und Musikproduzent
- Eberhard Wolff (* 1959), Kulturwissenschaftler
- Stefan Laufer (* 1959), deutscher Apotheker und Professor für Pharmazeutische Chemie
- Peter Puck (* 1960), Comiczeichner
- Peter Bardehle (* 1960), Filmemacher und Journalist
- Ingeborg Gräßle (* 1961), Politikerin
- Oliver Schröm (* 1964), investigativer Journalist
- Frank Biess (* 1966), Historiker
- Marcus Bosch (* 1969), Dirigent
- Dieter Henle (* 1975), Oberbürgermeister von Giengen an der Brenz
- Michael Butter (* 1977), Amerikanist und Hochschullehrer
- Moritz Heuberger (* 1991), Politiker